# Rossia mollicella
Rossia mollicella  (лат.) — вид головоногих моллюсков рода Rossia из семейства сепиолиды (Sepiolidae).

## Распространение
Тихий океан (северо-западная часть), включая прибрежные воды Японии. Встречаются на глубинах от 729 до 805 м.

## Описание
Мелкие головоногие моллюски, длина до 36 мм и 40 мм. 
Щупальцы с расширенной неизогнутой булавой. Гектокотилизированы обе спинные руки. Гладиус развит. Светящиеся органы на чернильном мешке и папиллоивидные железы по бокам прямой кишки отсутствуют. Голова и передний край мантии не срастаются на спинной стороне. Вид был впервые описан в 1920 году зоологом М. Сасаки (M. Sasaki).
Включен в список Международной Красной книги МСОП в статусе LC (Least Concern).